# Muskelhypertonie
Unter Muskelhypertonie versteht man eine Steigerung der Muskelspannung in Ruhe, d. h. ohne willentliche Muskelanspannung.
In der Neurologie unterscheidet man grundsätzlich zwischen den beiden Ausprägungsformen
- Spastik und
- Rigor.

Bei der Flexibilitas Cerea handelt es sich um ein psychomotorisches Symptom, meist im Rahmen einer Katatonie. 
Auch ein Muskelhartspann und eine Tetanie gehen mit einer Muskelhypertonie einher, haben aber ihre Ursache nicht wie die neurologisch relevanten Formen im zentralen Nervensystem.